# Ieixivà de Telshe
La Ieixivà de Telshe (טעלזער ישיבה en jiddisch, transliterat: Telzer Yeshiva) és una ieixivà originaria de l'Europa de l'Est que va ser fundada a la ciutat lituana de Telšiai. Després de la Segona Guerra Mundial, la ieixivà es va traslladar a Wickliffe, Ohio, als Estats Units, i ara és coneguda com el Col·legi Rabínic de Telshe, (Rabbinical College of Telshe en anglès). La Ieixivà de Telshe situada a Ohio, és una de les institucions ultraortodoxes més prominents per a l'estudi de la Torà als Estats Units, i està experimentant una afluència d'estudiants procedents de tot el país. La ieixivà de Telshe, és una organització sense ànim de lucre, i està acreditada a través de l'Associació d'Escoles Rabíniques Talmúdiques Avançades. La iexivà té un departament d'estudis seculars, que atorga un diploma d'escola secundària. Actualment, el Rabí Dovid Goldberg és el director de la iexivà.

## Ubicació de la iexivà

### Branca de la ieixivà ubicada a Chicago
La Ieixivà de Telshe a Chicago, també anomenada Telz Chicago, és una acadèmia talmúdica i rabínica ubicada a la ciutat de Chicago, a l'Estat d'Illinois, als Estats Units. L'any 1960 el Rabí Chaim Mordechai Katz, el director de la Ieixivà de Telshe a Cleveland, Ohio, va establir una branca de la ieixivà a Chicago. Telz Chicago és una institució dedicada a l'estudi de l'Halacà i del Talmud de Babilònia. La ieixivà segueix el principi de que el poble jueu només pot sobreviure mitjançant l'estudi i el coneixement de la Torà i el Talmud. El seu propòsit és formar els estudiants i ensenyar-los uns valors basats en la Torà, així com capacitar-los per participar en les seves respectives comunitats com a líders i membres actius a tots els nivells. A petició dels membres de la comunitat jueva de Chicago, els quals volien una ieixivà d'estil i tradició lituana, el Rabí Chaim Mordechai Katz va triar a un grup d'estudiants, liderat pels Rabins Avrohom C. Levin i Chaim Schmelzer, per inaugurar i obrir una branca de la Ieixivà, a Chicago. El Rabí Chaim D. Keller es va unir a ells un any després.

### Branca de la ieixivà ubicada a Nova York
La ieixivà té un centre a Riverdale, al Bronx, un districte (borough) de la ciutat de Nova York. El centre s'anomena Yeshiva of Telshe Alumni.

### Branca de la ieixivà ubicada a Ohio
L'àrea nord-est d'Ohio és la llar d'un col·legi rabínic anomenat Telshe Yeshiva, aquest col·legi és una institució jueva ultraortodoxa dedicada a l'estudi del Talmud i la Torà. La iexivà va ser fundada originalment a la ciutat de Telz, a Lituània, en 1875, la ieixivà va esdevenir un centre d'educació rabínica. Després de la invasió de Lituània per part de l'Exèrcit alemany durant la Segona Guerra Mundial, molts estudiants i professors van fugir, uns altres van ser assassinats. La iexivà va ser establerta després de la Segona Guerra Mundial, als Estats Units, en una àrea situada prop de Cleveland.

## Història de la ieixivà

### Seglexix

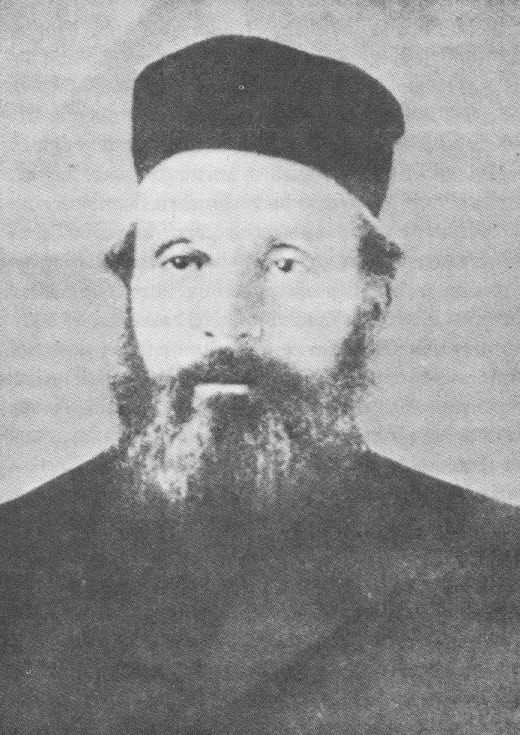
Un retrat del Rabí Eliezer Gordon.

La ieixivà va ser fundada en 1875 a la ciutat de Telšiai ("Telshe" en rus o "Telz" en jiddisch) per satisfer les necessitats educatives religioses dels joves jueus de Telz i de les ciutats veïnes. La ieixivà va ser fundada per tres importants rabins ortodoxos i talmudistes: el Rabí Meir Atles, més tard el Rabí de Shavli (nom en jiddisch de Šiauliai) i sogre del Rabí Elchonon Wasserman, i del Rabí Chaim Ozer Grodzensky, el Rabí Zvi Yaakov Oppenheim, i més tard, el Rabí de Kelm, i el Rabí Shlomo Zalman Abel, el cunyat del Rabí Rav Shimon Shkop. Tots aquests rabins van rebre ajuda financera d'un banquer jueu de Berlín, el Senyor Ovadyah Lachman. En 1884, el Rabí Eliezer Gordon va ser nomenat el rabí principal de Telz i el cap de la ieixivà. El Rabí Gordon era un brillant talmudista i un expert en la Halacà (la llei jueva). En 1884, el Rabí Gordon va afegir al seu gendre, el Rabí Yosef Leib Bloch, al personal de la iexivà, i el 1885 va afegir al Rabí Shimon Shkop. Tant el Rabí Bloch, com el Rabí Shkop, van ser innovadors en el camp de l'educació jueva, cadascun va ser pioner en els nous mètodes d'estudi de la Torà i la Bíblia hebrea, el Talmud i la Halacà (la llei jueva). El 1894 la ieixivà es va mudar a un edifici de nova construcció.

### Inicis del segle XX

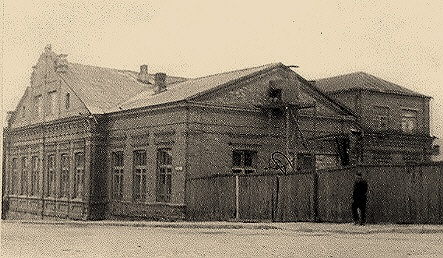
Una antiga fotografia de l'edifici de la ieixivà.

En 1902, el Rabí Shimon Shkop va deixar la ieixivà per ocupar el lloc de rabí de la comunitat jueva de Breinsk, a Lituània. En 1905 el Rabí Chaim Rabinowitz es va unir a la ieixivà per omplir el buit deixat per la partida del Rabí Shkop. En 1910, mentre recaptava fons per la ieixivà a Londres, el Rabí Gordon va patir un atac de cor i va morir. Durant els seus 29 anys al capdavant de la ieixivà, una petita institució de la ciutat havia esdevingut un centre d'estudis talmúdics de fama mundial. Havia deixat la seva petjada a la vida de centenars de joves, molts dels quals van esdevenir grans talmudistes. Entre els seus estudiants estaven: El Rabí Yosef Shlomo Kahaneman, el Rabí Elchonon Wasserman, el Rabí Zvi Pesach Frank, el Rabí Yehezkel Abramsky, i uns altres que van deixar la seva petjada a la societat i a la cultura jueva. Després de la defunció del Rabí Gordon, el seu gendre, el Rabí Yosef Leib Bloch, va assumir el lideratge com a rabí de la comunitat, i com a cap de la ieixivà.

### Anys 20
En 1920 el Rabí Bloch va establir a Telz escoles primàries per a nens i nenes. Aquell mateix any, el Rabí Bloch va afegir una escola preparatòria a la ieixivà. En aquella època, la idea que una ieixivà tingués la seva pròpia escola preparatòria era nova. Avui dia ha esdevingut una norma acceptada, en això el Rabí Bloch va ser un pioner. La ieixivà també impartia estudis seculars, una altra innovació en aquella època. El 1924 el govern lituà va anunciar la seva decisió d'acreditar només als col·legis rabínics que disposaven d'un departament d'estudis seculars. Durant molts anys, la comunitat jueva de Lituània no havia tingut un sistema educatiu estructurat per a les adolescents. El Rabí Bloch va sentir que tal institució era necessària, de manera que en 1927 va ser establert un institut d'educació secundària per a noies a Telz. L'escola va rebre l'elogi i el suport immediat de nombrosos rabins i dels líders de la comunitat jueva a Lituània, que van veure l'immens valor que tenia aquella institució educativa.

### Anys 30
A l'octubre de 1930 el Rabí Yosef Leib Bloch va morir, i el seu segon fill major, el Rabí Avraham Yitzchak Bloch el va succeir com rabí de la comunitat, i com a cap de la ieixivà. En 1931, es va establir un comitè a la ieixivà per al foment de l'educació jueva. L'objectiu del comitè era assegurar que l'educació jueva tradicional estigués disponible per al major nombre possible de nens jueus. El comitè va veure l'organització d'escoles en pobles petits a on abans no hi havia hagut cap sistema estructurat d'escolarització. Els estudiants majors de la ieixivà eren seleccionats per ensenyar per períodes en aquestes escoles, després tornaven per continuar amb els seus estudis en la ieixivà. A més de proveir a moltes comunitats en general amb noves opcions educatives, aquestes escoles també els van donar als estudiants de Telz una oportunitat de desenvolupament i creixement. El 1933 la ieixivà va construir un nou edifici per acollir la mechina ("escola preparatòria"). Fins al començament de la Segona Guerra Mundial, la iexivà va continuar oferint una educació jueva tradicional a nens i joves de totes les edats. La creació d'escoles fora de Telz havia contribuït a aquest objectiu. En 1939, quan els russos van entrar a Lituània finalment van tancar la ieixivà. La majoria dels estudiants es van dispersar, i tan sols un centenar van romandre a Telz. L'aprenentatge es va fer en grups de 20 a 25 estudiants, que estudiaven a una petita sinagoga dirigida pel cap de la ieixivà.

### Anys 40
Durant els primers anys de la Segona Guerra Mundial, el Rabí Elya Meir Bloch i el Rabí Chaim Mordechai Katz, van estar als Estats Units d'Amèrica, en una missió de recaptació de fons. Quan va esclatar la guerra, la seva única opció per assegurar la longevitat de la ieixivà, va ser transferir tota la ieixivà a territori americà. L'octubre del 1940 un grup d'estudiants encapçalat pel Rabí Chaim Stein, va escapar de la guerra que va assolar Lituània abans que fos envaïda pels nacional-socialistes. Aquest viatge va tenir lloc durant el sàbat jueu. Encara que normalment es prohibeix viatjar durant el sàbat, de vegades cal transgredir aquesta prohibició, per tal de salvar una vida, i per escapar d'un gran perill.
La ieixivà original, les seves famílies, i la majoria dels estudiants que van triar quedar-se enrere a Europa, van ser assassinats a Lituània per les forces nazis i els seus col·laboradors lituans. Escapant a Rússia mentre la guerra assolava l'Europa de l'Est, una altra guerra estava tenint lloc al Pacífic, en la mateixa direcció a on es dirigien els estudiants guiats pel Rabí Chaim Stein. Els estudiants van aconseguir un pas segur mitjançant el ferrocarril Transsiberià, cap al Extrem Orient. D'alguna manera, el grup havia obtingut visats del japonès Chiune Sugihara, els seus membres van esdevenir els beneficiaris de l'admirable acció del funcionari japonès, van poder així salvar les seves vides, per la qual cosa moltes persones en una Europa trencada per la guerra, van tenir l'oportunitat de cercar refugi en altres parts del món.
Poc després, els estudiants van viatjar a Austràlia. Com que hi havia alguns estudiants que eren súbdits britànics en possessió de passaports britànics, com el Rabí Shlomo Davis, els seus visats van ser atorgats. A la seva arribada a Austràlia, van ser rebuts per la petita però vibrant comunitat jueva de Brisbane. Mentre planejaven el seu proper curs d'acció, el grup d'estudiants es va acostar a la població per millorar la qualitat de vida dels nadius australians. Entre aquest grup estava el Rabí Chaim Stein, qui més tard va esdevenir el cap de la Ieixivà de Wickliffe, Ohio, el Rabí Shlomo Davis, que va exercir com a mestre dels estudiants, i el Rabí Nosson Meir Wachtfogel, que va treballar a la Ieixivà Beth Medrash Govoha de Lakewood (Nova Jersey). La comunitat jueva local, tement que aquests erudits ultra-ortodoxos provocarien un creixement del judaisme ortodox, va pagar l'import del seu viatge als Estats Units. Aquest grup va arribar als Estats Units a principis de 1941. Una vegada reunits amb el cap de la ieixivà, el Rabí Elya Meir Bloch i el Rabí Chaim Mordechai Katz, es van establir finalment a Cleveland, Ohio. La ieixivà es va obrir a Cleveland a casa de Yitzchak i Sarah Feigenbaum el 10 de novembre de 1941. A Cleveland la ieixivà va ser anomenada oficialment "Col·legi Rabínic de Telshe" (Rabbinical College of Telshe en anglès nord-americà). El complex educatiu estava format per una escola primària, una escola secundària, i una ieixivà. Als Estats Units, la Ieixivà de Telshe era dirigida per un cos docent que incloïa als difunts rabins Elya Meir Bloch, Chaim Mordechai Katz, Boruch Sorotzkin, Mordechai Gifter, Chaim Stein, Aizik Ausband i Pesach Stein.